# Live at the Grand Olympic Auditorium
Live at the Grand Olympic Auditorium — концертный альбом группы Rage Against the Machine. Альбом включает два выступления группы, записанных на Grand Olympic Auditorium в Лос-Анджелесе.

## Список композиций
| №   | Название                | Длительность |
| --- | ----------------------- | ------------ |
| 1.  | «Bulls on Parade»       | 5:17         |
| 2.  | «Bullet in the Head»    | 4:20         |
| 3.  | «Born of a Broken Man»  | 6:32         |
| 4.  | «Killing in the Name»   | 4:48         |
| 5.  | «Calm Like a Bomb»      | 3:35         |
| 6.  | «Testify»               | 5:11         |
| 7.  | «Bombtrack»             | 5:11         |
| 8.  | «War Within a Breath»   | 3:33         |
| 9.  | «I'm Housin»            | 5:51         |
| 10. | «Sleep Now in the Fire» | 4:11         |
| 11. | «Killing in the Name»   | 4:48         |
| 12. | «Calm Like a Bomb»      | 3:35         |
| 13. | «Testify»               | 5:11         |
| 14. | «Bombtrack»             | 5:11         |
| 15. | «War Within a Breath»   | 3:33         |
| 16. | «Freedom»               | 7:05         |

| №  | Название           | Длительность |
| -- | ------------------ | ------------ |
| 1. | «Microphone Fiend» | 5:04         |
| 2. | «Beautiful World»  | 2:47         |

## DVD релиз
Live at the Grand Olympic Auditorium был также издан на DVD 9 декабря 2003 года, через две недели после релиза на CD.

### Список композиций
1. «Bulls on Parade»
2. «Bombtrack»
3. «Calm Like a Bomb»
4. «Bullet in the Head»
5. «Sleep Now in the Fire»
6. «War Within a Breath»
7. «I’m Housin'»
8. «Killing in the Name»
9. «Born of a Broken Man»
10. «No Shelter»
11. «Guerrilla Radio»
12. «How I Could Just Kill a Man»
13. «Kick Out the Jams»
14. «Testify»
15. «Freedom»

«Beautiful World» также была включена в японский DVD релиз.

### Бонусный материал
- «People of the Sun» и «Know Your Enemy»
- Выступление на национальном съезде демократической партии 2000 года, которое включает:

1. «Bulls on Parade»
2. «Testify»
3. «Guerrilla Radio»
4. «Sleep Now in the Fire»
5. «Freedom»
6. «Killing In The Name»

- Видеоклипы на песни «How I Could Just Kill a Man» и «Bombtrack»

## Участники записи
- Зак Де Ла Роча — вокал
- Том Морелло — гитара
- Тим Коммерфорд — бас-гитара
- Брэд Уилк — ударные

## Позиции в чартах
| Чарт (2003)   | Наивысшая позиция |
| ------------- | ----------------- |
| Billboard 200 | 94                |